# Gangassaou
Gangassaou (ou Gangasaou) est un village de la commune de Nganha située dans la Région de l'Adamaoua et le département de la Vina au Cameroun.

## Localisation et population
Le village Gangassaou se situe au nord de la commune de Nganha à l'est du village Gamboukou.
En 1967, Gangassaou comptait 1 228 habitants, principalement des Dourou. Cependant, lors du recensement de 2005, on y a dénombré 1 074 habitants dont 560 de sexe masculin et 514 de sexe féminin, tandis que les diagnostics du Plan communal de développement (PCD) de la commune de Nganha, réalisé en 2013, ont permis de recenser 3 444 personnes dont 1 746 de sexe masculin et 1 698 de sexe féminin.

## Climat
Nganha bénéficie d'un climat tropical avec une température moyenne de 23,62 °C. Le mois de mars est le plus chaud de l'année avec une température moyenne de 24,6 °C tandis que janvier est le mois le plus froid avec une température moyenne de 21,5 °C. Cependant, cette température peut diminuer jusqu'à atteindre 12,8 °C en décembre, comme elle peut s'élever à 31,5 °C en février.
Concernant les précipitations, on note une variation de 291 mm tout au long de l'année entre 221 mm en août et 0 mm en décembre. 

## Projets sociaux et économiques
Le Plan communal de développement de la commune de Nganha a été élaboré en 2013. Il a proposé une stratégie de développement qui incluait l'agriculture, l'industrie animale, la sécurité, l'éducation, la santé publique et plusieurs autres secteurs. Ces projets impliquaient tous les villages de la commune, et notamment Gangassaou.

### Projets sociaux
Il y avait cinq projets prioritaires, dont le coût estimatif total de 47 650 000 Francs CFA. Deux parmi ces projets se focalisaient sur l'éducation et la formation (l'équipement de 60 tables-bancs à l'EP de Gangassaoui et la construction d'un bloc de deux salles de classe). On a aussi pensé à réhabiliter la case communautaire de Gangassaou, construire un forage équipé et construire et équiper la maternité au CSI de Gangassaou.

### Projets économiques
Sur le plan économique, on a programmé de: construire deux hangars à la gare routière de Gangassaou (ce qui devrait coûter 1 050 000 Francs CFA), construire un parc vaccinogène à bétail et étudier la faisabilité en vue de la réhabilitation de la piste Gangassaou-Tchabbal Faranssa : 20 km. Ces deux derniers projets avaient un coût estimatif de 21 500 000 Francs CFA.